# Faun SLT 50 Elefant
Il Faun SLT 50 è, come suggerisce il nome, un grosso mezzo militare in forza all'esercito tedesco come veicolo portacarri.

## Tecnica
Studiato e progettato per essere in grado di trasportare su strada un MBT Leopard 2, dal peso di 54.981 kg, con un carico simile, il veicolo pesa in tutto 107.400 kg.
La ditta costruttrice, la Faun GmBH è una delle più grandi aziende produttrici al mondo di gru militari e veicoli da trasporto, e l'Elefant con il SaZgM FS42 Franziska, sono i principali veicoli da trasporto di carri armati da combattimento dell'Esercito tedesco.
Per sostenere simili carichi, l'Elefant usa una configurazione con trazione permanente 8x8, unita ad un semirimorchio a otto assali; il mezzo fa affidamento su un motore MTU MB8837 Ea500, erogante una potenza di 729 hp per portare l'enorme carico.

## Storia
La produzione di questo autocarro fu commessa dall'esercito tedesco della Germania Ovest nel 1971, alla ditta Faun e alla Krupp, nel 1976 furono pronti 324 esemplari SLT 50-2, per il trasporto dei nuovi MBT-70, come rimpiazzi per gli ormai obsoleti autocarri da trasporto Faun 1212/45 VSA.
Dal 1995 al 1999 un rinnovamento e l'adeguamento dei mezzi ha permesso la fabbricazione del successore il Faun SLT 50-3, che ha diminuito la cubatura del motore portandolo da 29.920cc a 21.600cc e sostituendolo con un motore Diesel Deutz a 12 cilindri, in modo tale da diminuire i consumi di carburante e aumentarne l'autonomia.

## Operatori
- Germania
- Polonia - dal 2002 dopo l'acquiasto di carri Leopard 2
- Turchia - nella versione "Franziska"